# 弗龙托纳
弗龙托纳（法語：Frontonas，法語發音：[fʁɔ̃tɔna(s)]）是法国伊泽尔省的一个市镇，属于拉图尔迪潘区。

## 地理
弗龙托纳（45°38'56"N, 5°11'3"E）面积12.65 平方千米，位于法国奥弗涅-罗讷-阿尔卑斯大区伊泽尔省，该省份为法国东南部内陆省份，北起顺时针与安省、萨瓦省、上阿尔卑斯省、德龙省、阿尔代什省、卢瓦尔省和罗讷省。
与弗龙托纳接壤的市镇（或旧市镇、城区）包括：沙马尼约、圣马塞尔-贝拉克伊、圣康坦-法拉维耶、沃-米略、拉韦皮耶尔、韦西略、维勒方丹、利勒达博、帕诺萨。

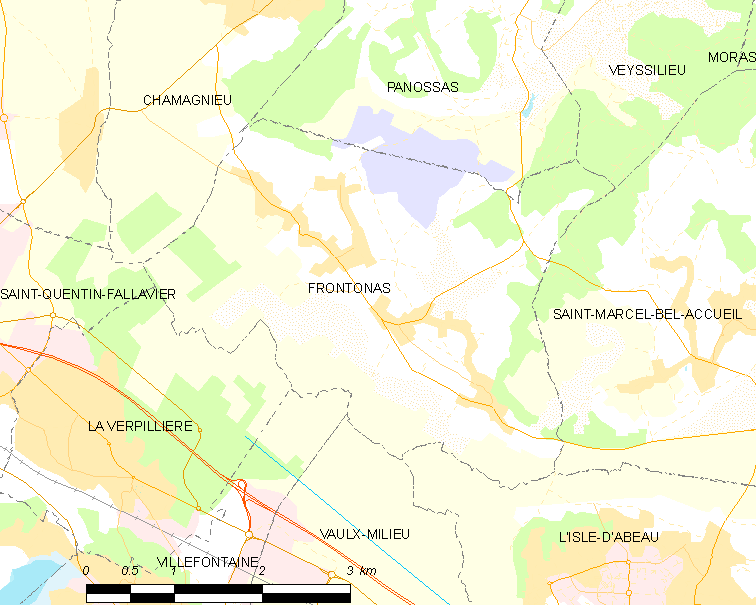
弗龙托纳的OSM定位图

弗龙托纳的时区为UTC+01:00、UTC+02:00（夏令时）。

## 行政
弗龙托纳的邮政编码为38290，INSEE市镇编码为38176。

## 政治
弗龙托纳所属的省级选区为拉韦皮耶尔县。

## 人口

1962-2008年间弗龙托纳人口变化图示

弗龙托纳于2022年1月1日时的人口数量为2116人。